# Хесенски устанак
Хесенски устанак избио је 1809. године против француске власти у краљевини Вестфалији у чијем се саставу у периоду од 1807. до 1813. године налазила изборна кнежевина Хесен по коме је и добио име. Устанак је део Наполеонових ратова, тј. Рата пете коалиције. Трајао је од 22. априла до 5. маја, а завршен је поразом устаника. 

## Устанак
Искористивши Наполеонову ангажованост ратом против Аустрије, краљев ађутант и гардијски пуковник Вилхелм Дернберг организује устанак. Намеравао је да препадом Гарде 22. априла похвата у Каселу краља Жерома Бонапартеа и француску владу након ћега би организовао привремену владу и подигао општи устанак за ослобођење од Наполеоновог јарма. Устаници су преурањеном акцијом западно од Касела компромитовали устанак и омогућили Жерому Бонапарти да га угуши. Дернберг је 23. априла покушао да предузме поход на Касел са устаницима из Хомберга. Гардијски одред разбио је слабо наоружане војнике. Дернеберг је пребегао у Чешку. 
Међутим, најопаснију устаничку акцију повео је 28. априла мајор из Берлина, Шил, са својим хусарским пуком и извесним бројем добровољаца. Дана 5. маја устаници су код Додендорфа наишли на необично јак отпор Жерома Бонапарте. Шил је приморан на одступање ка Штралзунду где је погинуо. Његов одред се распао. Након Наполеоновог тријумфа код Ваграма и потписивања Шенбрунског мира, Хесен је одустао од даљих устаничких акција. 